# Materina
Materina fou una ciutat dels umbres, a l'Úmbria, de situació no coneguda. Fou la principal ciutat dels umbres. El 308 aC la ciutat va fer prevaldre la seva opció de fer la guerra a Roma, amb un atac immediat al cònsol Quint Fabius Maximus Rullianus com a estratègia, i els umbres van atacar al romà en el seu campament, que s'estava fortificant. Fabius va poder disposar als seus homes mínimament abans de la batalla i amb una arenga els va llençar contra els umbres. La batalla fou favorable als romans, i molts umbres foren fets presoners i convidats a entregar les armes. Després de la rendició de l'exèrcit umbre, les comunitats umbres es van rendir en els següents dies. Materina fou ocupada pels romans i des de llavors va romandre sota el seu poder.